# 물참새피
물참새피는 습지나 논에서 자라는 여러해살이풀이다. 줄기는 곧게 자라며 높이는 20-50cm이다. 잎은 어긋나며, 잎집은 털이 없고 마디 사이보다 짧다. 잎혀는 길이 1-2mm이다. 잎몸은 길이 5-10cm, 폭은 5-8mm이다. 물참새피는 열대아시아와 아메리카 대륙에 분포한다. 물참새피는 제주도를 비롯한 남부지방에 널리 퍼진 귀화식물로 한국의 토종 생태계를 교란하는 외래식물이다.
대한민국 환경부는 2002년에 물참새피를 생태계 교란 외래식물로 지정했다.

## 특징
작은이삭은 긴 타원형으로 연녹색이다. 제1포영은 없거나 비늘조각처럼 되며, 제2포영은 길이 3mm정도이다. 첫 번째 낱꽃은 불임이고, 두 번째 낱꽃은 양성이다.

## 생태
물참새피는 여러해살이풀이다. 꽃은 6-9월에 핀다.

## 참조
1. ↑  “GRIN 생물종 프로파일”. 2015년 11월 26일에 원본 문서에서 보존된 문서. 2016년 3월 21일에 확인함.